# Лараш
Лараш (или също Ел Араиш,на арабски: العرائش; Берберски езици ⴰⵄⵔⵉⵛ) е пристанищен град, разположен в регион Танжер - Тетуан, в северната част на Мароко.

## История
На няколко километра от днешния Лараш се намират руините на античния римски град Ликсус (древно финикийско-пуническо селище). От него са запазени останки от крепостни стени (построени от дялан камък), жилищни домове с мозайки, храмове и други. През 1 век тези земи стават част от Римската република. Днешния град Лараш е основан през 7 век от мюсюлманските завоеватели.
През 1471 година града е нападнат от португалците, след това в 16 век мароканския султан Мохаммед аш Шейх решава да построи силна крепост и възстановява местното пристанище, което в края на 15 век е най-голямото пристанище в Мароко. През 1491 година Моула ен Насър превръща града в опорен пункт на берберските пирати. През 1610 година градът е завладян от испанците, освободен през 1689 година.
През 1765 година Франция предприема срещу ларашките пирати морска експедиция, която приключва с неуспех. През 1909 година градът е завладян от Испания и става част от Испанско Мароко до 1957 година, след което Мароко получава независимост.

## Побратимени градове
- Алмунекар, Испания
- Фалуджа, Ирак